# Богоевски, Владимир
Владимир Богоевски (макед. Владимир Богоевски, 1 декабря 1953, Скопье, Македония, Югославия) — югославский волейболист-универсал и северомакедонский тренер. Двукратный бронзовый призёр чемпионата Европы 1975 и 1979 годов.

## Биография
Владимир Богоевски родился 1 декабря 1953 года в городе Скопье.

### Игровая карьера
Начал играть в волейбол за «Студент» из Скопье, затем перешёл в местный «Вардар». В его составе дважды выиграл чемпионат Югославии (1975—1976). В 1977 году в составе «Вардара» занял 4-е место в Кубке европейских чемпионов и был признан лучшим игроком «Финала четырёх». В 80-е годы играл в ФРГ за «Гиссен», в Испании за мадридский «Реал» и «Барселону».
В составе сборной Югославии дважды завоевал бронзовые медали чемпионата Европы — в 1975 году в Белграде и в 1979 году в Париже. В 1979 году завоевал золотую медаль Средиземноморских игр в Сплите.
В 1980 году вошёл в состав сборной Югославии по волейболу на летних Олимпийских играх в Москве, занявшей 5-е место. Провёл 5 матчей.
Также занимался пляжным волейболом, в 1984 году вместе с западногерманским волейболистом Буркхардом Зуде участвовал в двух турнирах в США.

### Тренерская карьера
Начал тренерскую карьеру в Испании. Работал с «Таррагоной» и «Сон Амаром» из Пальма-де-Майорки, с которым выиграл Кубок Испании и в 1984 году стал серебряным призёром Кубка обладателей кубков. В 1987—1990 годах тренировал «Барселону».
После Испании полтора года тренировал греческий ПАОК. В дальнейшем работал в Югославии, где в 1991 году выиграл чемпионат и Кубок страны с белградским «Партизаном».
В 1996 году был знаменосцем сборной Республики Македонии на церемонии открытия летних Олимпийских игр в Атланте.
В сезоне-2006/2007 был тренером ПАОКа.

## Награды
- Медаль За заслуги перед Республикой Северная Македония (20 июня 2023 года)[6]